# Урепарапара
Урѐпарапара (на езика Бислама Uréparapara) или само Парапара е малък остров в Тихи океан в архипелага Нови Хебриди, с координати 13°31′00″ ю. ш. 167°19′00″ и. д. / 13.516667° ю. ш. 167.316667° и. д.. Той принадлежи към островната група Банкс на Република Вануату, провинция Торба. На височина островът достига 742 м., а на дължина – 3 км. Странната си конусовидна форма дължи на вулканичния си произход. Вулканът Урепарапара изградил острова, последно се е активизирал преди около 450 000 години.
На 50 км североизточно от Урепарапара, се намира остров Вот Ганаи (Vot Ganai) или Вот Танде (Vot Tande) – Vetaounde, създаден от угаснал вулкан, последно изригнал преди 3,5 милиона години.
Урепарапара е изолиран остров. Тъй като няма летище, посетителите могат да достигнат до него само по море. Разстоянието му от Вануа Лава и Мота Лава с корабче е около 2 часа.